# Jeux olympiques d'hiver de 1972
Vous lisez un « bon article » labellisé en 2018.
Pour les articles homonymes, voir Jeux olympiques de 1972.
Les Jeux olympiques d'hiver de 1972 (1972年札幌オリンピック, 1972nen Sapporo orinpikku), officiellement connus comme les XIes Jeux olympiques d'hiver (第11回オリンピック冬季競技大会, Daijūikkai orinpikku tōkikyōgitaikai), ont lieu à Sapporo au Japon du 3 au 13 février 1972. C'est la première fois dans l'histoire des Jeux d'hiver que ceux-ci sont organisés par une ville de plus d'un million d'habitants, mais également la première fois qu'ils se tiennent en dehors de l'Europe et des États-Unis, bien que la ville de Sapporo ait auparavant reçu l'organisation des Jeux de 1940, finalement annulés en raison de l'éclatement de la Seconde Guerre mondiale. Il s'agit des deuxièmes Jeux olympiques attribués au Japon après ceux d'été à Tokyo en 1964. L'ensemble des sites de compétition, construits spécialement pour l'occasion, se situent à moins de quinze kilomètres du centre-ville de Sapporo, à l'exception des pistes de ski du mont Eniwa, situées à une trentaine de kilomètres.
Les Jeux rassemblent 1 006 athlètes de 35 pays, soit moins que le précédent record établi à Grenoble quatre ans plus tôt. Les athlètes se mesurent dans dix disciplines qui regroupent un total de 35 épreuves officielles, comme en 1968. Les Philippines et le Taipei chinois effectuent leur première participation aux Jeux d'hiver, tandis que la Corée du Nord et la Belgique, absentes à Grenoble, les retrouvent. Six pays présents en 1968 ne participent pas aux Jeux de Sapporo.
L'Union soviétique finit en tête du classement des nations en remportant seize médailles dont la moitié en or. Le Japon, pays hôte, reçoit trois médailles dont le premier titre olympique d'hiver de son histoire lors de ces Jeux, de même que l'Espagne et la Pologne.

## Sélection de la ville hôte
En 1936, les Jeux olympiques d'hiver de 1940, qui doivent être les cinquièmes de l'ère moderne, sont attribués à Sapporo. Dans le même temps, la ville de Tokyo se voit confier l'organisation des Jeux d'été la même année. Mais en juillet 1938, après l'éclatement de la guerre sino-japonaise, le Japon renonce à l'organisation des deux évènements,, qui sont même définitivement annulés après le début de la Seconde Guerre mondiale.
Encouragé par l'attribution des Jeux olympiques d'été de 1964 à Tokyo, le Comité olympique japonais envisage une candidature pour l'accueil des Jeux d'hiver quatre ans plus tard. Plusieurs villes souhaitent supporter la candidature japonaise et c'est finalement Sapporo qui est choisie. Pour autant, lors du vote d'attribution des Jeux olympiques d'hiver de 1968, la ville ne reçoit que six voix, soit le quatrième total des six candidates et c'est finalement Grenoble qui sort vainqueur du vote. La ville entend dès lors se porter candidate pour obtenir les Jeux d'hiver de 1972 et mène une campagne publicitaire active, notamment pendant les Jeux d'été de Tokyo 1964 lorsque plusieurs personnalités, parmi lesquels Avery Brundage, le président du Comité international olympique, sont invitées à Sapporo. Trois autres villes sont candidates : Banff au Canada, Lahti en Finlande et Salt Lake City aux États-Unis. Le vote a lieu pendant la 64e session du CIO à Rome, le 25 avril 1966. Sapporo est élue dès le premier tour avec un total de 32 voix sur 62. C'est la première fois que les Jeux d'hiver sont organisés en dehors de l'Europe et des États-Unis et c'est également la première fois qu'ils ont lieu dans une ville d'au moins un million d'habitants,.

## Organisation

### Comité d'organisation
Le Comité d'organisation des Jeux olympiques d'hiver de Sapporo (COOS) est mis en place le 26 juillet 1966, trois mois après le vote du CIO. Il se compose d'un conseil, d'un comité exécutif et d'un secrétariat, et devient une fondation d'utilité publique le 1er septembre 1966. Kogoro Uemura, vice-président puis président de la Fédération des organisations économiques japonaises, est élu au poste de président du comité d'organisation. Neuf comités spéciaux sont créés pour les sports, les installations, les installations connexes, le dessin, la technologie scientifique, les communications et les transports, la médecine et l'hygiène, la presse, et les cérémonies. L'empereur du Japon Hirohito est désigné patron des Jeux.
Au niveau national, un Conseil préparatoire des Jeux olympiques d'hiver de Sapporo, directement présidé par le Premier ministre et composé de plusieurs membres des divers services gouvernementaux est mis en place dans le but de coordonner les activités des différents départements administratifs sollicités dans l'organisation des Jeux et l'aménagement des installations olympiques. Par ailleurs, un ministre d'État chargé des Affaires olympiques est nommé. Michita Sakata assure cette fonction de décembre 1968 à janvier 1970, laissant la place à Shinichi Nishida jusqu'en juillet 1971 puis à Motosaburo Tokai jusqu'à l'ouverture des Jeux. Une organisation de coopération comprenant la Diète, les services gouvernementaux, la préfecture de Hokkaidō et la municipalité de Sapporo est mise en place.

### Aspects financiers

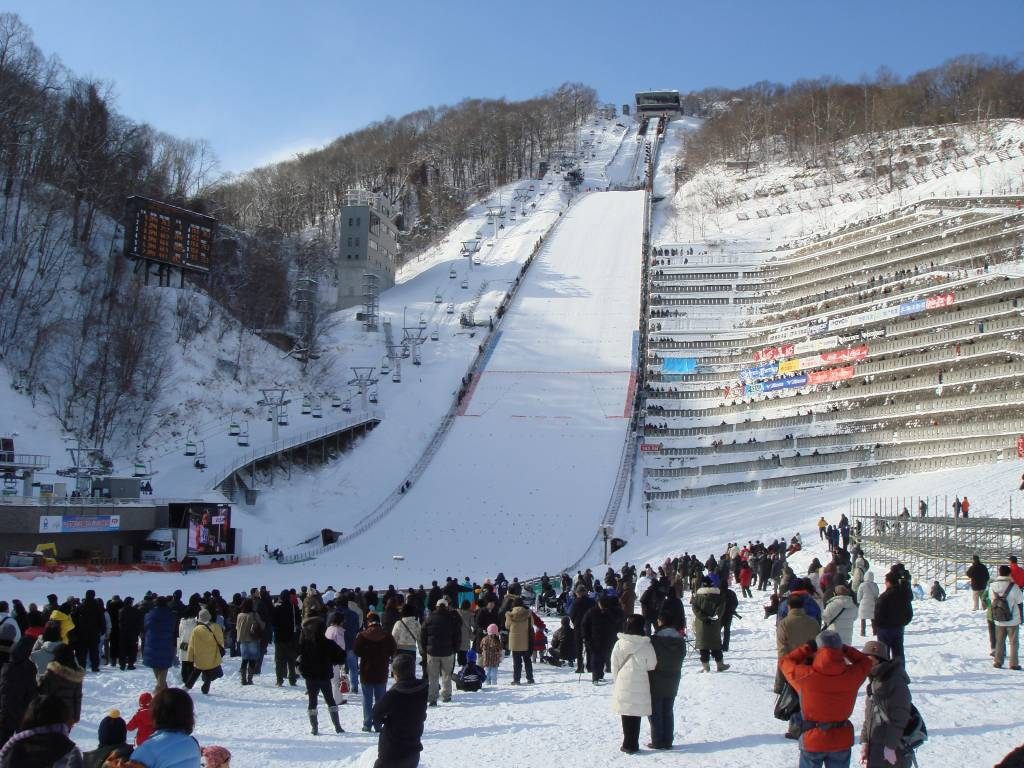
Le tremplin d'Ōkurayama est entièrement reconstruit pour les Jeux (photographie datant de 2007).

Le coût des Jeux de Sapporo s'élève à 17,305 milliards de yens, dont 8,108 milliards de yens alloués à l'administration des Jeux et 9,197 milliards de yens pour la construction des installations sportives. Cette dernière somme, ce qui concerne les installations permanentes, est partagée entre l'État, la ville de Sapporo et le Comité d'Organisation. L'État japonais dépense à lui seul 4,01 milliards de yens pour la reconstruction du tremplin d'Ōkurayama, de l'anneau de patinage de vitesse, de la piste couverte et du site des épreuves de biathlon de Makomanai. La construction du tremplin de Miyanomori, des patinoires de Tsukisamu et Mikaho, des pistes de slalom et slalom géant du mont Teine et de la piste de luge de Fujino sont pris en charge par la municipalité de Sapporo, pour un montant total de 2,676 milliards de yens. Enfin, le comité d'organisation dépense 1,284 milliard de yens pour la construction des pistes de luge et de bobsleigh du mont Teine, de la piste de descente du mont Eniwa et du site des épreuves de ski de fond de Makomanai. À cela s'ajoute le coût des installations temporaires sur les différents sites, pris en charge par le Comité d'organisation, pour un montant de 1,227 milliard de yens.
Les dépenses liées aux Jeux sont notamment couvertes par les subventions de l'État, de la préfecture de Hokkaidō et de la ville de Sapporo, pour un montant total de 2,95 milliards de yens, de dons venant par exemple d'entreprises privées pour 2,228 milliards de yens, des revenus des droits de télévision pour 1,491 milliards de yens, ou encore de la vente de tickets pour 0,706 milliard de yens. Les distributions cinématographiques, la liquidation de propriétés et des sources diverses complètent l'ensemble des recettes.
Au-delà des dépenses strictement liées à l'organisation des Jeux, les autorités engagent un certain nombre de travaux publics, pour un montant total de 201,74 millions de yens, parmi lesquels la modernisation du réseau routier, pour 85 millions de yens, la construction de la première ligne du métro de Sapporo pour 42,6 millions de yens ou encore le développement du parc hôtelier de la ville pour 13,14 millions de yens.

### Transports

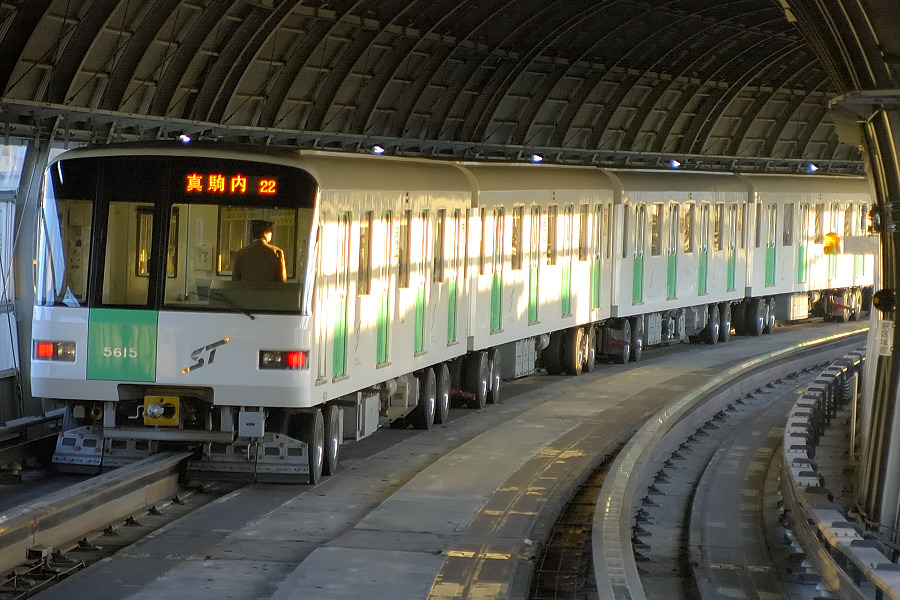
Le métro de Sapporo est créé spécialement pour les Jeux (photographie datant de 2006).

Le Comité d'organisation collabore avec l'État du Japon, la préfecture de Hokkaidō et la municipalité de Sapporo pour améliorer les infrastructures routières de la région. Quarante-et-une routes sont construites ou améliorées pour relier entre eux les différents sites sportifs, les villages olympiques et les quartiers principaux de la ville. L'ensemble de ces travaux couvre un total de 213 kilomètres de voies. Parmi les principales réalisations, la première autoroute de la préfecture de Hokkaidō réservée aux voitures est notamment aménagée, de même que le métro de Sapporo, en partie souterrain, qui entre en fonctionnement le 15 décembre 1971, deux mois avant l'ouverture des Jeux. Seul le premier tronçon de la ligne est construit avant l'évènement, traversant la ville en suivant un axe nord-sud sur une longueur de 12,625 kilomètres. Ce premier tronçon relie la patinoire de Mikaho aux différents sites de Makomanai en passant par les quartiers les plus peuplés de la ville. Sapporo devient ainsi la quatrième ville à se doter d'un métro après Tokyo, Osaka et Nagoya,. Par ailleurs, l'aéroport de Chitose est rénové et agrandi, de même que les pistes d'envol, tandis que celui d'Okadama, destinés aux avions de plus faible capacité, subit lui aussi quelques transformations.
Le Bureau des Transports mis en place pour les Jeux utilise environ 15 000 véhicules, dont près de 7 000 voitures, 3 000 autocars et 3 000 microbus, pour assurer le transport des athlètes, des officiels, des journalistes, des invités et des employés, du 10 janvier au 17 février.

### Médias
La couverture médiatique des Jeux de Sapporo est assurée par 3 713 représentants de la presse japonaise et internationale. Un Centre de Presse est construit à Kashiwagaoka, dans le district de Makomanai, à proximité du village olympique et de l'anneau de vitesse de Makomanai. Mis en service le 10 janvier 1972, il se compose de trois bâtiments couvrant une surface de 9 216 m2. Les journalistes internationaux sont logés dans les 340 logements construits à cet effet, dont 230 à Kashiwagaoka et 110 à Midorimachi, tandis que les journalistes japonais sont logés à Sapporo dans deux immeubles de la Japan Housing Corporation.
Le groupe audiovisuel japonais NHK est le diffuseur hôte des Jeux, chargé de produire les images et les services techniques aux organismes étrangers ayant acquis les droits de diffusion télévisée. Le groupe NBC débourse 6,401 millions de dollars américains pour obtenir l'exclusivité des droits aux États-Unis. L'Union européenne de radio-télévision verse 1,233 million de dollars pour la diffusion dans trente-et-un pays d'Europe de l'Ouest tandis que l'Organisation internationale de radiodiffusion et de télévision paie un peu moins de 200 000 dollars pour la diffusion dans six pays d'Europe de l'Est. La diffusion au Canada est assurée par la société CBC, pour 115 200 dollars, et le groupe NBC International retransmet les Jeux au Mexique contre 3 400 dollars. Enfin, la NHK verse 530 000 dollars, portant le total des droits de retransmission télévisée à près de 8,5 millions de dollars, un montant supérieur à celui atteint par les précédents Jeux d'hiver. Comme à Grenoble quatre ans plus tôt, la diffusion des images à travers le monde est assurée par le biais du satellite Intelsat I.

### Identité visuelle
L'emblème des Jeux est conçu par Kazumasa Nagai. Choisi parmi les propositions de huit designers japonais, il compte trois parties : le soleil levant, symbole du Japon ; un flocon de neige, symbole de l'hiver ; et les anneaux olympiques accompagnés des mots « Sapporo'72 ». Quatre affiches officielles dessinées par de célèbres artistes japonais sont imprimées à plus de 30 000 exemplaires chacune. En plus de l'emblème des Jeux, la première affiche contient un sommet enneigé et un ovale qui représente une patinoire. Les deuxième et troisième affiches présentent respectivement un skieur descendant une piste et une patineuse artistique, et les mots « Sapporo'72 » jaillissent en relief de la quatrième affiche. En plus des affiches et des programmes d'information publique, cinq films sont réalisés pour assurer la publicité des Jeux avant leur ouverture.
Les pictogrammes sportifs utilisés pour les Jeux de Sapporo sont conçus par le graphiste Yoshiro Yamashita sur la base de ceux utilisés pendant les Jeux d'été de 1964 à Tokyo. Ils présentent des formes simples et schématisées, contenant peu d'éléments graphiques. Des symboles particuliers sont également créés pour chaque installation sportive, ils sont l'œuvre de Shigeo Fukuda, créateur des symboles de l'exposition universelle de 1970 à Osaka.

### Nations participantes

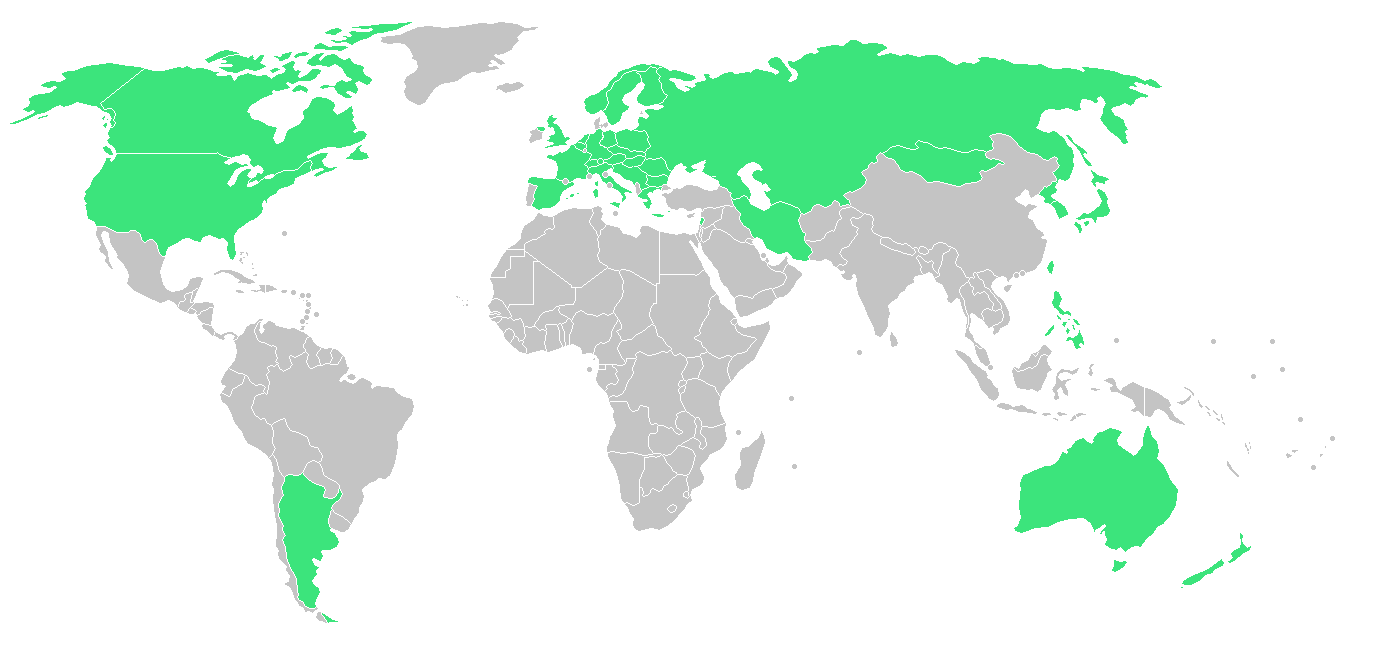
Trente-cinq nations (en vert) participent aux Jeux de Sapporo.

Trente-cinq nations envoient des athlètes à Sapporo, soit deux de moins qu'à Grenoble en 1968, et le nombre d'athlètes est de 1 006 contre 1 158 quatre ans plus tôt,. Cette baisse s'explique par le coût élevé du voyage vers le Japon pour les athlètes européens et américains. Les Philippines et le Taipei chinois participent à leurs premiers Jeux d'hiver. La Corée du Nord prend part à cette compétition pour la deuxième fois après 1964, et la Belgique la retrouve après l'avoir manquée en 1968. En revanche, six pays présents à Grenoble ne participent pas à Sapporo : le Chili, le Danemark, l'Inde, l'Islande, le Maroc et la Turquie.
Le nombre indiqué entre parenthèses est le nombre d'athlètes engagés dans les épreuves officielles pour chaque pays.
- Allemagne de l'Est (42)
- Allemagne de l'Ouest (78)
- Argentine (2)
- Australie (4)
- Autriche (40)
- Belgique (1)
- Bulgarie (4)
- Canada (47)
- Corée du Nord (6)
- Corée du Sud (5)
- Espagne (3)
- États-Unis (103)
- Finlande (50)
- France (40)
- Grande-Bretagne (39)
- Grèce (3)
- Hongrie (1)
- Iran (4)
- Italie (44)
- Japon (85)
- Liban (1)
- Liechtenstein (4)
- Mongolie (4)
- Norvège (66)
- Nouvelle-Zélande (2)
- Pays-Bas (11)
- Philippines (2)
- Pologne (47)
- Taipei chinois (5)
- Roumanie (13)
- Suède (58)
- Suisse (52)
- Tchécoslovaquie (40)
- Union soviétique (76)
- Yougoslavie (26)

## Sites

### Installations sportives

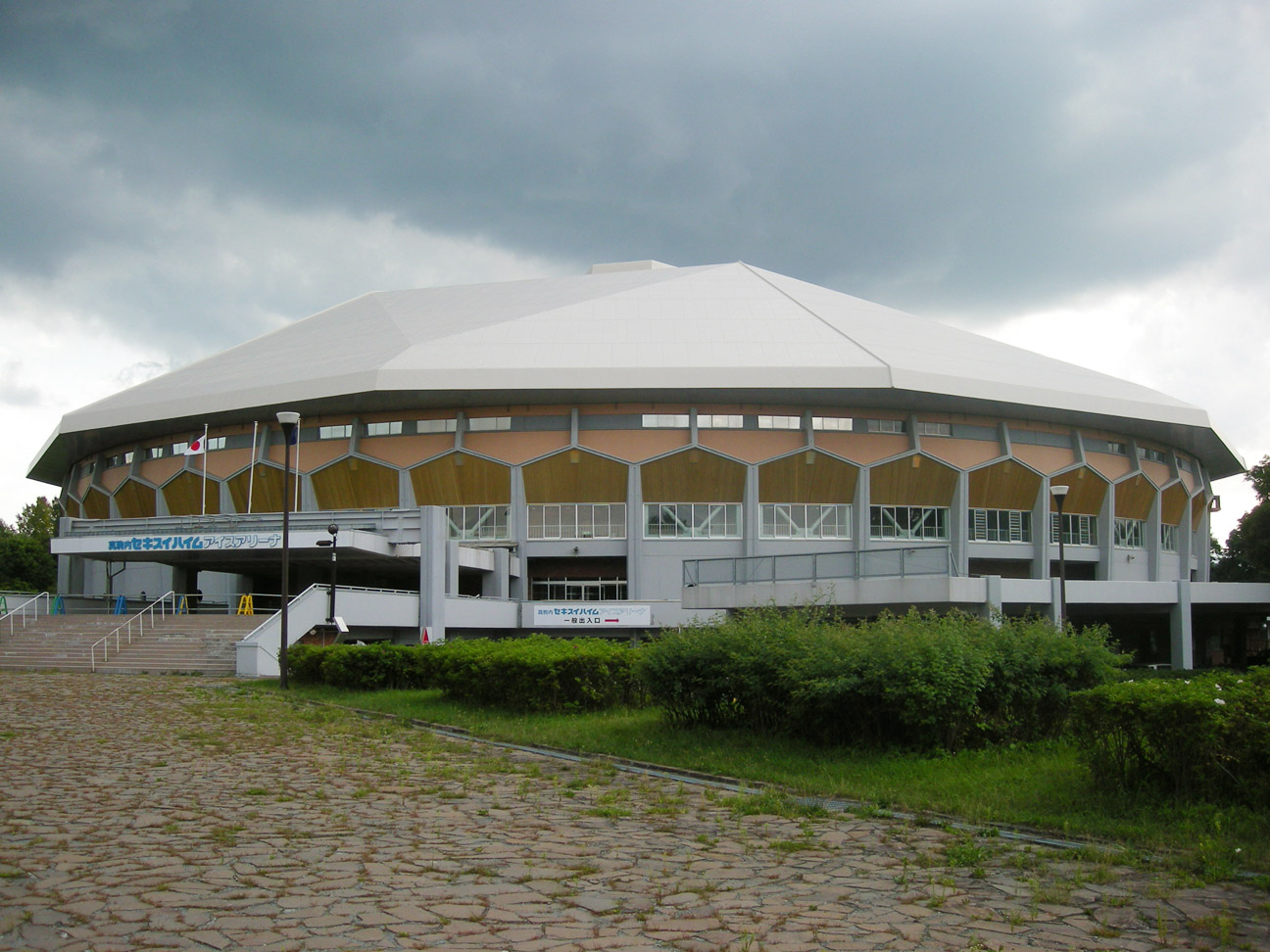
La patinoire couverte de Makomanai (en 2007).

Sapporo se trouve sur l'île d'Hokkaidō, la plus septentrionale des quatre îles principales du Japon, ce qui permet de garantir un enneigement suffisant malgré l'altitude relativement faible. Les douze sites qui accueillent les épreuves sportives, tous construits pour l'occasion, sont situés à moins de 15 kilomètres du centre-ville à l'exception du mont Eniwa où sont organisées les descentes alpines et qui se situe à une trentaine de kilomètres,,. Les travaux de construction commencent en 1968 et toutes les installations sauf une sont terminées au mois de février 1971, soit un an avant l'ouverture des Jeux, à l'occasion de la Semaine internationale des sports d'hiver de Sapporo qui permet de les tester. La construction de la patinoire couverte de Tsukisamu est achevée à l'automne suivant.
Le site principal des Jeux est le parc de Makomanai, installé sur un terrain de 82 hectares au sud de la ville, à proximité directe du village olympique, du centre de presse et du bureau d'administration central des Jeux. Une patinoire de vitesse extérieure, pouvant accueillir 50 000 spectateurs et où se déroule également la cérémonie d'ouverture, ainsi qu'une patinoire couverte de 12 000 places où se tiennent une partie des épreuves de hockey sur glace, de patinage artistique et la cérémonie de clôture y sont édifiées. La piste de patinage de vitesse, d'une longueur de 440 mètres, possède une largeur de 16 mètres comprenant trois couloirs de 5 mètres ainsi qu'un couloir de réserve. C'est au centre d'une de ses tribunes qu'est installée la vasque olympique. La patinoire couverte dispose quant à elle d'une surface de glace de 60 par 130 mètres. Les pistes de ski de fond et le site de biathlon sont aménagés à Nishioka, dans une zone adjacente au parc de Makomanai. La longueur totale des pistes tracées atteint 37 km et les aires de départ et d'arrivée sont installées dans une clairière d'une superficie de 36 000 m2. L'aire de tir pour les épreuves de biathlon est conçue pour être utilisée comme champ de tir général par les Forces japonaises d'autodéfense après les Jeux. Elle est donc construite conformément aux normes de l'armée japonaise et prend la forme d'un rectangle de 300 mètres de longueur sur 160 mètres de largeur.
Deux autres patinoires couvertes sont érigées à Sapporo. Celle de Tsukisamu, construite au sud-est de la ville pour les autres matchs de hockey sur glace, peut accueillir environ 6 000 spectateurs, tandis que les épreuves imposées de patinage artistique se déroulent dans la patinoire de Mikaho, située au nord de la ville, qui a une capacité d'environ 2 000 places.

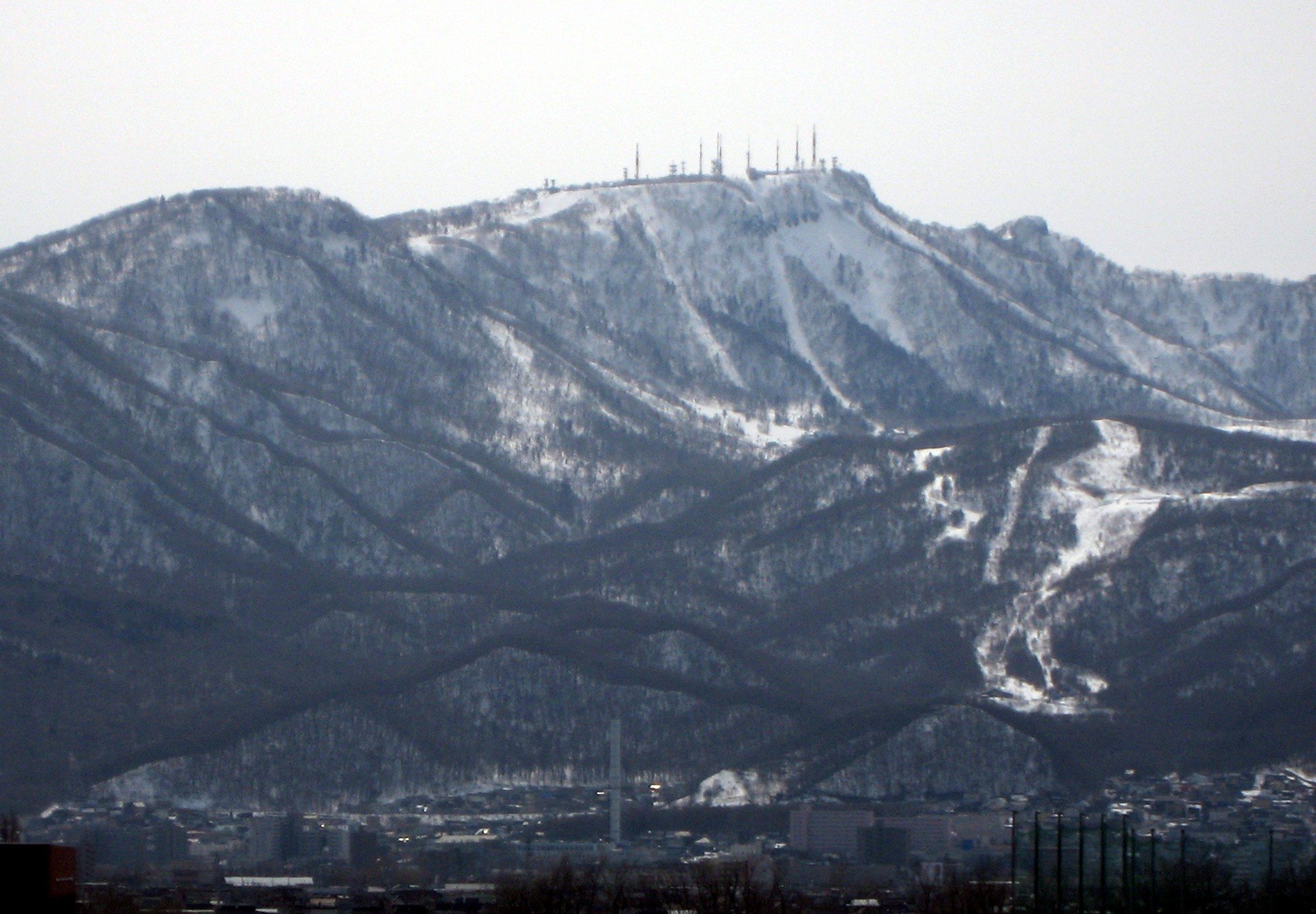
Le mont Teine accueille les épreuves techniques de ski alpin.

Deux tremplins sont construits pour les épreuves de saut à ski. Le tremplin d'Ōkurayama, édifié en 1931 à l'ouest de la ville de Sapporo, à proximité du parc Odori est entièrement reconstruit pour les Jeux dans le but d'y accueillir l'épreuve de saut de 90 mètres. Des tribunes pouvant accueillir jusqu'à 50 000 spectateurs y sont aménagées. Le tremplin de Miyanomori est construit dans une zone forestière, à un kilomètre au sud du premier tremplin, et accueille l'épreuve de saut de 70 mètres.
Les épreuves techniques de sik alpin (slalom et slalom géant) sont disputées sur les pentes du mont Teine, à 12 kilomètres au nord-ouest de Sapporo. L'aménagement des pistes a notamment nécessité l'excavation de 12 000 m3 de terre et de roches. Une piste de bobsleigh de 1 563 mètres de longueur pour 132 mètres de dénivelé et une piste de luge de 1 023 mètres de longueur pour 101 mètres de dénivelé, les premières de l'histoire du pays, y sont également construites,. Une piste de luge de secours, avec des caractéristiques identiques à la première, est aménagée sur le terrain de ski de Fujino à 12 kilomètres au sud du village olympique. Enfin, les épreuves de descente en ski alpin sont organisées sur le mont Eniwa, à environ 35 kilomètres au sud du village olympique. La piste de la descente masculine va de 1 126 mètres à 354 mètres d'altitude et celle de la descente féminine de 870 mètres à 336 mètres.

### Hébergement
Le village olympique est implanté sur une surface de 14,9 hectares, dans le quartier de Makomanai, en lieu et place de l'école de police de Hokkaidō, transférée dans le même temps vers un autre lieu. Il a la forme d'un rectangle s'étendant sur 4 km du nord au sud et sur 1,4 km d'est en ouest, sur la rive est de la rivière Toyohira. Les athlètes et officiels sont logés dans dix-huit bâtiments de cinq étages pour les hommes et deux bâtiments de onze étages pour les femmes. Une clinique est installée au sein du village, en complément des stations médicales aménagées sur chaque site d'entraînement et de compétition.

## Déroulement

### Relais de la flamme olympique
La flamme olympique est allumée lors d'une cérémonie organisée dans le temple d'Héra à Olympie le 28 décembre 1971. Elle est ensuite transportée par avion jusqu'à l'île d'Okinawa (alors sous administration américaine) où un premier relais est effectué. Le 1er janvier 1972, la flamme est accueillie au Japon par une cérémonie au stade olympique national de Tokyo. Le relais utilise ensuite deux routes (est et ouest) pour se rendre au nord de l'île d'Honshū puis, après un transfert par bateau, trois routes partant de Hakodate, Kushiro et Wakkanai sur l'île de Hokkaidō. Les trois flammes arrivent à Sapporo le 29 janvier et sont réunies le lendemain lors d'une cérémonie en présence du président du CIO Avery Brundage. La flamme parcourt 18 741 kilomètres au total : 335 kilomètres en Grèce, 66 kilomètres sur l'île d'Okinawa, 4 754 kilomètres sur le sol japonais et 13 586 kilomètres par avion et bateau. Environ 16 300 relayeurs se succèdent. Il s'agit au Japon de jeunes âgés de 11 à 20 ans,. Conçue par les designers Munemichi Yanagi et Nikkei Yanagi, la torche est composée d'un support ressemblant à la vasque olympique et d'un tube de combustion cylindrique.

### Calendrier
Les Jeux olympiques d'hiver de 1972 se déroulent du jeudi 3 au dimanche 13 février : ils s'étendent donc sur onze jours dont deux week-ends. Trente-cinq épreuves sont au programme, comme en 1968.
| CO | Cérémonie d'ouverture | ● H/F | Épreuve(s) hommes ou femmes | 1 | Finale d'épreuve officielle | CC | Cérémonie de clôture |

| février 1972           | 3 Jeu | 4 Ven        | 5 Sam        | 6 Dim       | 7 Lun        | 8 Mar         | 9 Mer          | 10 Jeu     | 11 Ven       | 12 Sam      | 13 Dim      | Épreuves |
| ---------------------- | ----- | ------------ | ------------ | ----------- | ------------ | ------------- | -------------- | ---------- | ------------ | ----------- | ----------- | -------- |
| Cérémonies             | CO    |              |              |             |              |               |                |            |              |             | CC          | —        |
| Biathlon               |       |              |              |             |              |               | 1 individuel H |            | 1 4×7,5 km H |             |             | 2        |
| Bobsleigh              |       | ● × 2        | 1 × 2        |             |              |               |                |            | ● × 4        | 1 × 4       |             | 2        |
| Combiné nordique       |       | ● K 70       | 1 15 km      |             |              |               |                |            |              |             |             | 1        |
| Hockey sur glace       | ●     | ●            | ●            | ●           | ●            | ●             | ●              | ●          |              | ●           | 1           | 1        |
| Luge                   |       | ● simple H/F | ● simple F   |             | 2 simple H/F |               |                | 1 double H |              |             |             | 3        |
| Patinage artistique    |       | ● femmes     | ● femmes     | ● couples   | 1 femmes     | 1 couples     | ● hommes       |            | 1 hommes     |             |             | 3        |
| Patinage de vitesse    |       | 1 5 000 m H  | 1 500 m H    | 1 1 500 m H | 1 10 000 m H |               | 1 1 500 m F    | 1 500 m F  | 1 1 000 m F  | 1 3 000 m F |             | 8        |
| Saut à ski             |       |              |              | 1 K 70      |              |               |                |            | 1 K 90       |             |             | 2        |
| Ski alpin              |       |              | 1 descente F |             | 1 descente H | 1 géant F (8) | ● géant H      | 1 géant H  | 1 slalom F   |             | 1 slalom H  | 6        |
| Ski de fond            |       | 1 30 km H    |              | 1 10 km F   | 1 15 km H    |               | 1 5 km F       | 1 50 km H  |              | 1 3×5 km F  | 1 4×10 km H | 7        |
| Nombre de finales/jour | 0     | 2            | 4            | 3           | 6            | 2             | 3              | 4          | 5            | 3           | 3           |          |
| Total cumulé           | 0     | 2            | 6            | 9           | 15           | 17            | 20             | 24         | 29           | 32          | 35          | 35       |

### Cérémonie d'ouverture
La cérémonie d'ouverture commence le 3 février à 11 heures à la patinoire de vitesse de Makomanai. La délégation grecque défile au son de la marche des Jeux de Sapporo, suivie par les autres nations selon l'ordre alphabétique anglais. Le Japon, pays hôte, ferme la marche. Après des discours du président du Comité d'organisation Kogoro Uemura et du président du CIO Avery Brundage, l'empereur du Japon Hirohito déclare les Jeux officiellement ouverts. Au chant de l'hymne olympique, un exemplaire du drapeau olympique est apporté dans le stade par un détachement de huit soldats des Forces japonaises d'autodéfense puis hissé au mât principal situé au centre de la patinoire. Le drapeau officiel, transmis à chaque ville hôte depuis qu'il a été offert par la ville d'Oslo en 1952, est apporté par l'équipe de ski alpin féminine française puis remis par Hubert Dubedout, maire de Grenoble, ville hôte quatre ans plus tôt, au maire de Sapporo Takashi Itagaki.
La patineuse Izumi Tsujimura entre ensuite dans le stade et transmet la flamme olympique à Hideki Takada, un lycéen de Sapporo âgé de 16 ans qui monte 103 marches pour allumer la vasque olympique. Celle-ci, dessinée par Munemichi Yanagi et financée par les membres du club local du Rotary International, mesure 2,78 m de long sur 2,18 m de large et 88 cm de profondeur. Conçue en bronze de couleur or pâle, elle est de forme ovoïde. Le patineur de vitesse Keiichi Suzuki prononce le serment des athlètes et Fumio Asaki celui des juges alors que des écoliers de la région lâchent 18 000 ballons. La cérémonie se termine par une interprétation de l'hymne japonais et un feu d'artifice.

### Épreuves

#### Biathlon

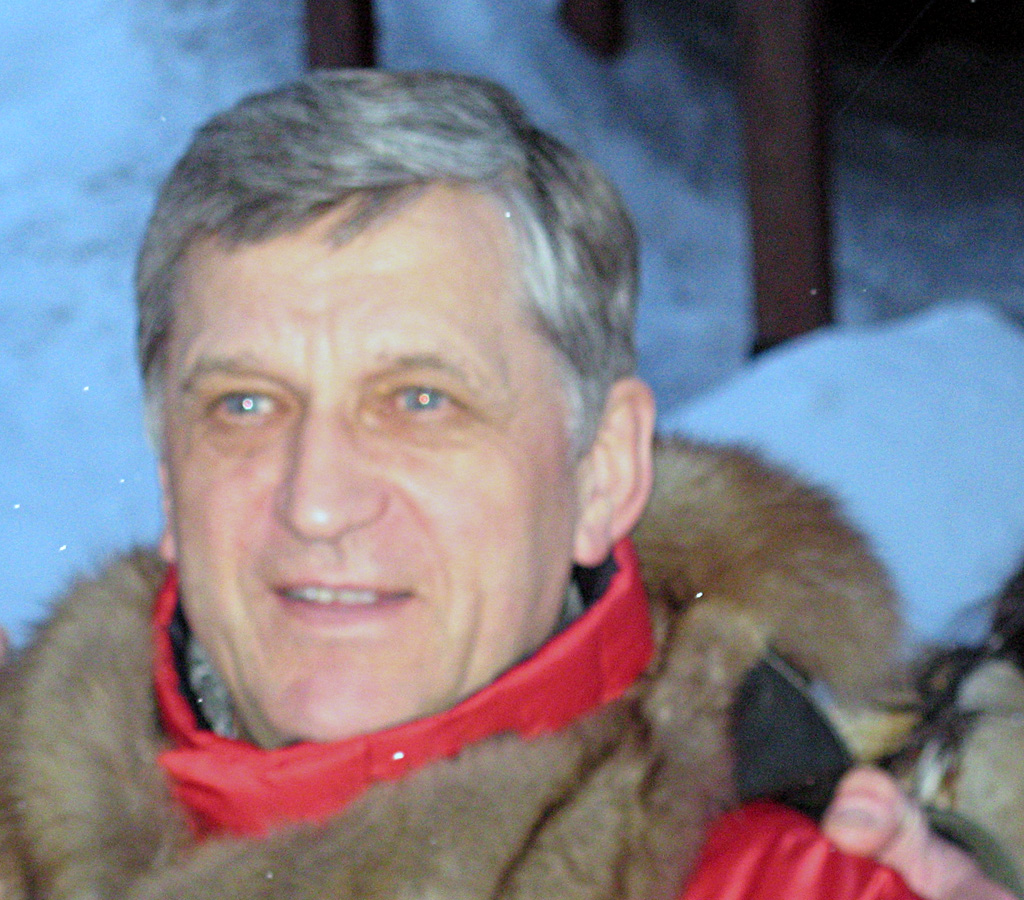
Alexandre Tikhonov remporte l'or en relais avec l'Union soviétique.

Les épreuves de biathlon, le 20 kilomètres et le relais 4 × 7,5 kilomètres, se déroulent sur le site de Makomanai à Sapporo. Le 20 kilomètres est prévu le 8 février mais, alors qu'elle a déjà commencé, l'épreuve est reportée d'un jour à cause d'une tempête de neige. Le Norvégien Magnar Solberg, champion olympique en 1968, conserve son titre malgré deux minutes de pénalité. Il devance l'Est-Allemand Hansjörg Knauthe et le Suédois Lars-Göran Arwidson. Le Soviétique Alexandre Tikhonov, favori de la compétition, termine au quatrième rang.
Les Soviétiques, champions olympiques en 1968 et champions du monde de 1969 à 1971, sont les favoris du relais. Après un mauvais départ, ils remontent au classement et gagnent avec trois minutes d'avance sur les autres équipes. Les Finlandais sont médaillés d'argent grâce à leur dernier relayeur, Mauri Röppänen, qui remonte de la cinquième à la deuxième place. L'Allemagne de l'Est est troisième avec 20 secondes de retard sur la Finlande.

#### Bobsleigh
Les épreuves de bobsleigh rassemblent un total de 79 participants représentant onze pays. La première épreuve, le bob à deux, se déroule les 4 et 5 février. Déjà médaillés d'argent quatre ans plus tôt, les Allemands de l'ouest Horst Floth et Pepi Bader montent à nouveau sur la deuxième marche du podium en établissant le record de la piste dans la quatrième manche, seulement devancés au classement final par leurs compatriotes Wolfgang Zimmerer et Peter Utzschneider. La médaille de bronze revient au bob suisse piloté par Jean Wicki et poussé par Edy Hubacher.
Ces derniers, associés à Hans Leutenegger et Werner Camichel, remportent l'or olympique dans l'épreuve de bob à 4 disputée la semaine suivante. Vainqueurs de la première manche, ils se classent dans les trois premiers lors des trois manches suivantes, ce qui leur permet de s'assurer de la victoire au temps cumulé avec trois quarts de seconde d'avance sur les plus proches poursuivants. À l'inverse, le classement est beaucoup plus serré pour la médaille d'argent : le bob italien piloté par Nevio De Zordo ne devance que d'un dixième de seconde le bob ouest-allemand de Wolfgang Zimmerer qui remporte, comme Jean Wicki, sa deuxième médaille dans ces Jeux.

#### Combiné nordique
Quarante représentants de quatorze nations sont engagés en combiné nordique aux Jeux de Sapporo. Franz Keller, champion olympique quatre ans plus tôt, perd toute chance de conserver son titre dès l'épreuve de saut, qui a lieu le 4 février sur le tremplin de Miyanomori, en ne réalisant que le 31e saut. Le jeune japonais Hideki Nakano prend alors la tête de la compétition en effectuant le meilleur saut, mais ses piètres qualités de skieur le repoussent au treizième rang du classement final à l'issue de l'épreuve de 15 km ski de fond disputée le lendemain. La médaille d'or revient à Ulrich Wehling, représentant de l'Allemagne de l'Est, qui remporte à Sapporo le premier de ses trois titres olympiques consécutifs. Quatrième du saut, il réalise le troisième temps de ski, pour établir le plus fort total de points sur les deux épreuves. La médaille de bronze revient à un autre Allemand de l'Est, Karl-Heinz Luck, qui se montre le plus rapide sur les skis et remonte de la 17e place. Le Finlandais Rauno Miettinen, deuxième du saut, conserve son rang en ski de fond et obtient la médaille d'argent,.

#### Hockey sur glace

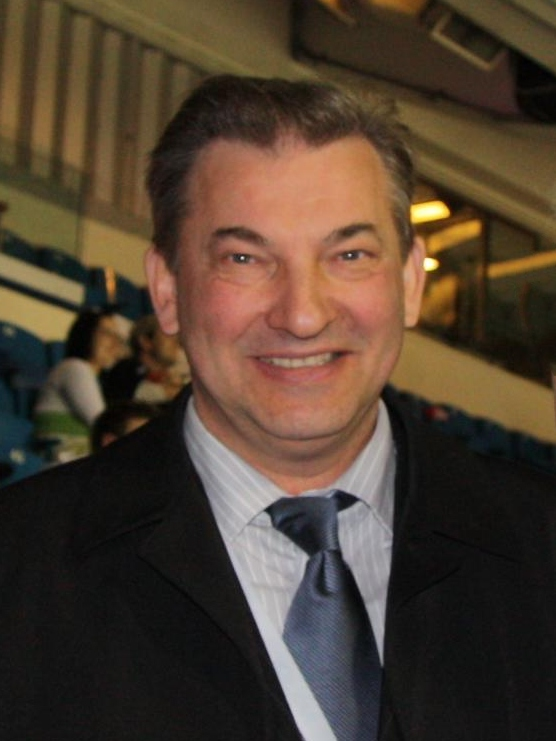
Vladislav Tretiak et les Soviétiques conservent leur titre olympique.

Le tournoi olympique de hockey sur glace, qui fait également office de championnat du monde de la discipline, est marqué par un scandale avant l'ouverture des Jeux : le Canada retire son équipe en guise de protestation contre le professionnalisme déguisé au sein des équipes d'Union soviétique et d'Europe de l'Est. Comme à Grenoble quatre ans plus tôt, les équipes sont réparties en deux groupes : six équipes dans le groupe A se disputent les médailles sous la forme d'un tournoi toutes rondes et cinq équipes sont placées dans le groupe B pour disputer les matchs de classement de la 7e à la 11e place. Championne olympique en titre, l'équipe soviétique est directement qualifiée au sein de groupe A, tandis que les dix autres nations s'affrontent en un match simple à élimination directe à l'issue duquel se qualifient les États-Unis, la Suède et la Tchécoslovaquie, la Finlande et la Pologne. L'Allemagne de l'Ouest, la Norvège, la Suisse, le Japon et la Yougoslavie sont reversés dans le groupe B. La patinoire de Makomanai accueille les rencontres du premier groupe tandis que celles du second sont disputées à la patinoire Tsukisamu.
Avec quatre victoires et un match nul, l'Union Soviétique finit en tête du tournoi et remporte son second titre olympique consécutif. Les États-Unis se classent deuxième et la médaille de bronze revient à la Tchécoslovaquie.

#### Luge
L'Allemagne de l'Est impose sa domination sur les épreuves de luge lors de ces Jeux en remportant huit des neuf médailles distribuées. Les lugeurs est-allemands raflent notamment toutes les médailles sur les épreuves individuelles : chez les hommes, Wolfgang Scheidel devance Harald Ehrig et Wolfram Fiedler tandis que chez les femmes, le titre revient à Anna-Maria Müller devant Ute Rührold et Margit Schumann.
Dans l'épreuve de luge double, le champion olympique en titre Klaus-Michael Bonsack doit se contenter de la troisième place, associé à Wolfram Fiedler qui remporte sa deuxième médaille de bronze dans ces Jeux. À l'issue des deux manches, deux équipages occupent la tête en réalisant le même temps, au centième près, et reçoivent donc chacun une médaille d'or : les Italiens Paul Hildgartner et Walter Plaikner et les Allemands de l'Est Horst Hörnlein et Reinhard Bredow partagent ainsi la première place du podium.

#### Patinage artistique

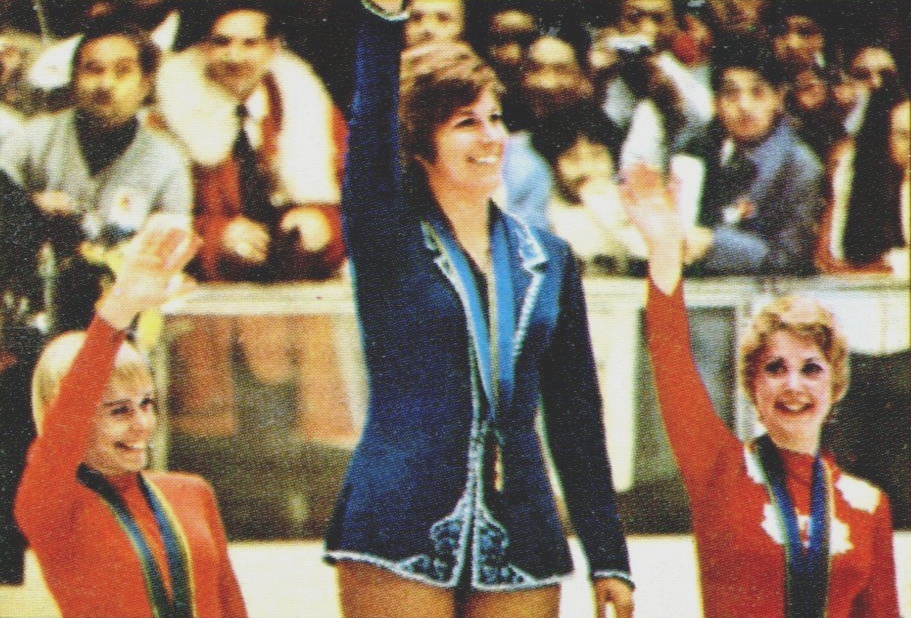
Le podium de l'épreuve féminine.

Soixante-sept patineurs de 18 pays prennent part aux épreuves de patinage artistique à Sapporo. Deux enceintes sont utilisées pour le déroulement des compétitions : la patinoire de Mikaho pour les figures imposées et celle de Makomanai pour les programmes libres. L'Union soviétique remporte trois médailles, dont le titre olympique dans l'épreuve par couples avec le tandem Irina Rodnina et Alexeï Oulanov, favoris de l'épreuve après avoir remporté un titre mondial et quatre titres européens. Ils devancent d'ailleurs un autre couple soviétique, Lioudmila Smirnova et Andrei Suraikin, ainsi que les Allemands de l'Est Manuela Groß et Uwe Kagelmann.
Dans l'épreuve masculine, le patineur Tchécoslovaque Ondrej Nepela remporte la médaille d'or devant le Soviétique Sergueï Tchetveroukhine tandis que le Français Patrick Péra, déjà médaillé de bronze à Grenoble quatre ans plus tôt, monte une nouvelle fois sur la troisième marche du podium.
Chez les femmes, l'Autrichienne Beatrix Schuba remporte l'or devant la Canadienne Karen Magnussen et l'Américaine Janet Lynn. Cette dernière, excellente sur le programme libre, doit pourtant se contenter de la troisième place en raison de ses difficultés sur les figures imposées, à l'inverse de sa concurrente autrichienne.

#### Patinage de vitesse

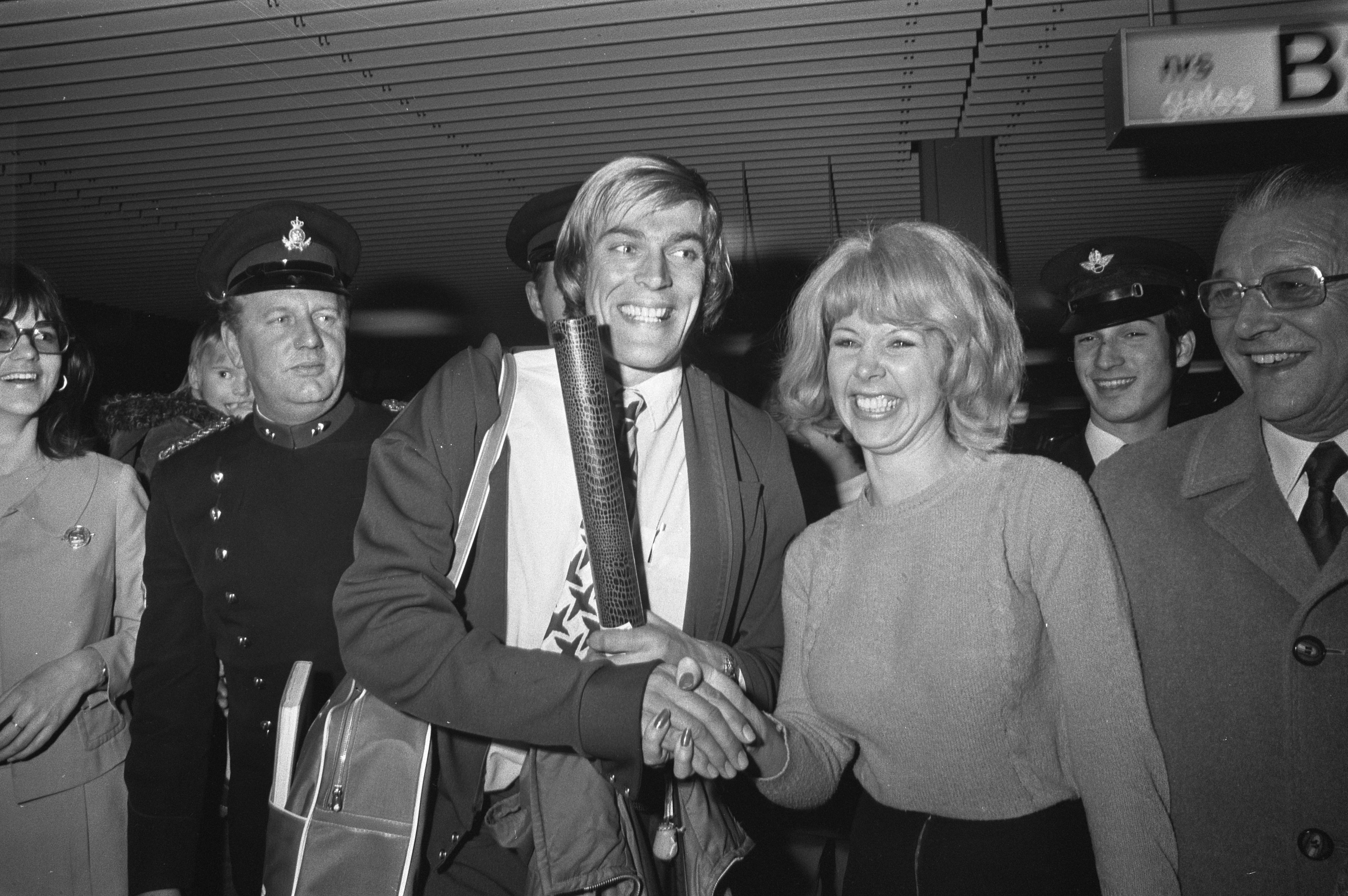
Ard Schenk obtient trois médailles d'or à Sapporo.

La piste de Makomanai accueille les 118 représentants de dix-huit nations pour les épreuves de patinage de vitesse. Comme lors des précédents Jeux, les Pays-Bas dominent la discipline en remportant neuf médailles dont quatre en or. Ard Schenk symbolise à lui seul cette domination : plusieurs fois champions du monde et détenteur du record du monde sur plusieurs distances, il se fixe l'objectif de remporter l'or sur les quatre épreuves proposées aux patineurs lors de ces Jeux. S'il échoue tout d'abord sur le 500 m en raison d'une chute, il gagne les trois courses suivantes : le 1 500 m, le 5 000 m et le 10 000 m. Champion olympique sur la plus petite des distances à Grenoble quatre ans plus tôt, le patineur ouest-allemand Erhard Keller conserve son titre à Sapporo. Les Norvégiens Roar Grønvold et Sten Stensen se distinguent en remportant respectivement deux médailles d'argent et deux médailles de bronze.
Chez les femmes, la patineuse américaine Anne Henning remporte l'or sur le 500 m et le bronze sur le 1 000 m. Sa compatriote Dianne Holum est championne olympique du 1 500 m et obtient la médaille d'argent sur le 3 000 m, une distance sur laquelle le titre revient à la Néerlandaise Christina Kaiser, double médaillée de bronze en 1968. La médaille d'or sur le 1 000 m est remportée par la représentante de l'Allemagne de l'Ouest Monika Holzner-Gawenus.

#### Saut à ski
Les épreuves de saut à ski se déroulent sur deux sites : le tremplin de Miyanomori pour la compétition sur petit tremplin et le tremplin d'Ōkurayama pour la compétition sur grand tremplin. Au total, soixante-deux sauteurs représentant seize nations sont engagés. Le 6 février, l'épreuve sur petit tremplin constitue un moment historique et de fierté pour la nation hôte puisque trois sauteurs de l'équipe nationale japonaise, surnommée « escadron Hinomaru », se classent aux trois premières places,. Yukio Kasaya monte sur la première du podium devant ses compatriotes Akitsugu Konno et Seiji Aochi. Seule la Norvège avait réussi à classer trois sauteurs aux trois premières places lors des Jeux de Saint-Moritz en 1948. Cette performance est d'autant plus remarquable que le Japon n'avait encore jamais remporté la moindre médaille olympique dans cette discipline et il s'agit également la première médaille d'or dans l'histoire de ce pays aux Jeux d'hiver.
Le 11 février, les sauteurs japonais ne parviennent pas à rééditer leur exploit sur le grand tremplin, tandis que la médaille d'or revient à la surprise générale au jeune sauteur polonais Wojciech Fortuna, bien aidé par les conditions de vent lors de son premier saut. Malgré un second saut de moins bonne facture, il conserve la première place pour un dixième de point devant le Suisse Walter Steiner. Le podium est complété par Rainer Schmidt, représentant l'Allemagne de l'Est.

#### Ski alpin

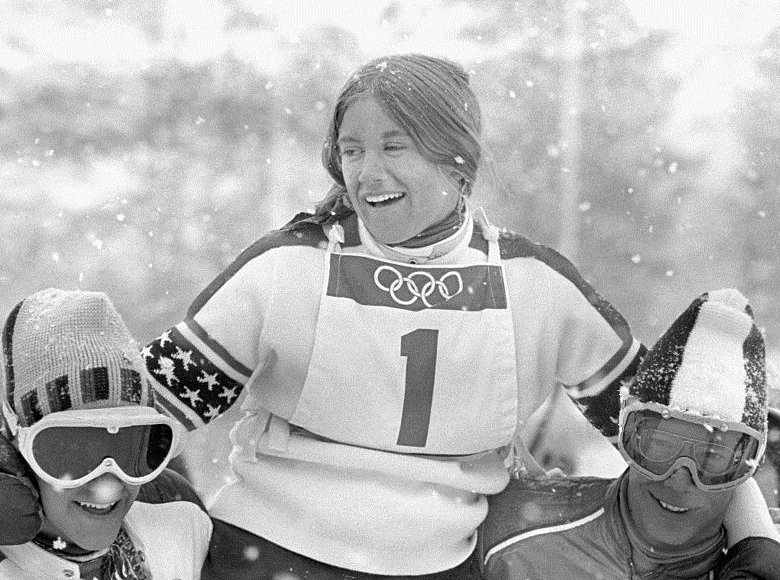
Barbara Ann Cochran, championne olympique de slalom.

Le site du mont Teine accueille les épreuves techniques de ski alpin, à savoir le slalom et le slalom géant pour les hommes et pour les femmes, tandis que les épreuves de descente masculine et féminine sont organisées sur les pentes du mont Eniwa. Au total, 143 skieurs de 27 pays prennent part aux compétitions. Le skieur vedette autrichien Karl Schranz, grand favori de la descente, est exclu des Jeux par le CIO pour professionnalisme : le président Avery Brundage lui reproche de toucher un salaire de la part de son fabricant de ski en échange de publicité pour la marque. Amputée de son leader, l'équipe autrichienne manque ses Jeux, de même que l'équipe de France : aucune de ces deux nations, qui avaient dominé les Jeux de Grenoble quatre ans plus tôt, ne remporte de médaille d'or. À l'inverse, l'équipe suisse est en réussite : elle obtient six médailles, dont trois en or.
Chez les femmes, la jeune suissesse Marie-Theres Nadig, alors âgée de 17 ans, crée la surprise en remportant la descente puis le slalom géant, à chaque fois devant la favorite autrichienne, Annemarie Moser-Pröll,. En slalom, la Française Britt Lafforgue, vainqueure de la coupe du monde de la discipline, connaît elle aussi la défaite : deuxième de la première manche, elle sort du tracé lors de la seconde. Pour autant, deux Françaises montent sur le podium de l'épreuve. Danièle Debernard obtient la médaille d'argent et Florence Steurer celle de bronze, tandis que le titre olympique revient à la skieuse américaine Barbara Ann Cochran.
Les skieurs suisses font forte impression sur la descente masculine. Champion du monde deux ans plus tôt, Bernhard Russi assume son rôle de favori en l'absence de Karl Schranz et remporte la médaille d'or devant son jeune compatriote Roland Collombin. L'Autriche obtient la médaille de bronze grâce à Heinrich Messner. En slalom géant, l'Italien Gustavo Thöni, deuxième de la première manche, profite de la chute du leader norvégien Erik Håker dans la deuxième manche pour remporter le titre olympique. Deux Suisses complètent le podium, Edmund Bruggmann en argent et Werner Mattle en bronze. Gustavo Thöni obtient une autre médaille dans la dernière épreuve de ces Jeux, le slalom, en prenant la deuxième place juste devant son cousin Rolando Thöni. Champion du monde en titre, le Français Jean-Noël Augert déçoit dans la seconde manche et doit se contenter du cinquième rang final, tandis que la médaille d'or revient à la surprise générale au skieur espagnol Francisco Fernández Ochoa, qui n'avait jusque-là jamais fait mieux qu'une sixième place sur une épreuve de Coupe du Monde. Il apporte à son pays la première médaille de son histoire aux Jeux d'hiver.

#### Ski de fond
Comme à Grenoble quatre ans plus tôt, sept épreuves de ski de fond sont au programme à Sapporo : le 15 km, le 30 km et le 50 km chez les hommes, le 5 km et le 10 km chez les femmes, ainsi que les relais masculin et féminin. Dix-neuf nations sont représentées par un total de 152 skieurs et l'Union soviétique domine les compétitions en remportant cinq médailles d'or, deux en argent et une en bronze.
La domination soviétique est encore plus importante chez les femmes puisque les concurrentes de cette nation gagnent le titre dans les trois épreuves. Vainqueure du 5 km puis du 10 km, Galina Kulakova remporte également l'or en relais, en compagnie de Lyubov Mukhachyova et Alevtina Olyunina. Cette dernière termine d'ailleurs au deuxième rang du 10 km derrière sa compatriote. La Finlandaise Marjatta Kajosmaa obtient elle aussi trois médailles lors de ces Jeux : l'argent sur le 5 km et le relais, ainsi que le bronze sur le 10 km.
Chez les hommes, les Soviétiques remportent la médaille d'or en relais et sur le 30 km grâce à Vyacheslav Vedenin, qui obtient également le bronze sur 50 km. Cette épreuve voit le seul succès d'un fondeur norvégien lors de ces Jeux, Pål Tyldum, qui lui aussi gagne trois médailles à Sapporo avec l'argent sur 30 km et le relais. Le titre olympique sur 10 km revient au Suédois Sven-Åke Lundbäck.

### Cérémonies de remise des médailles

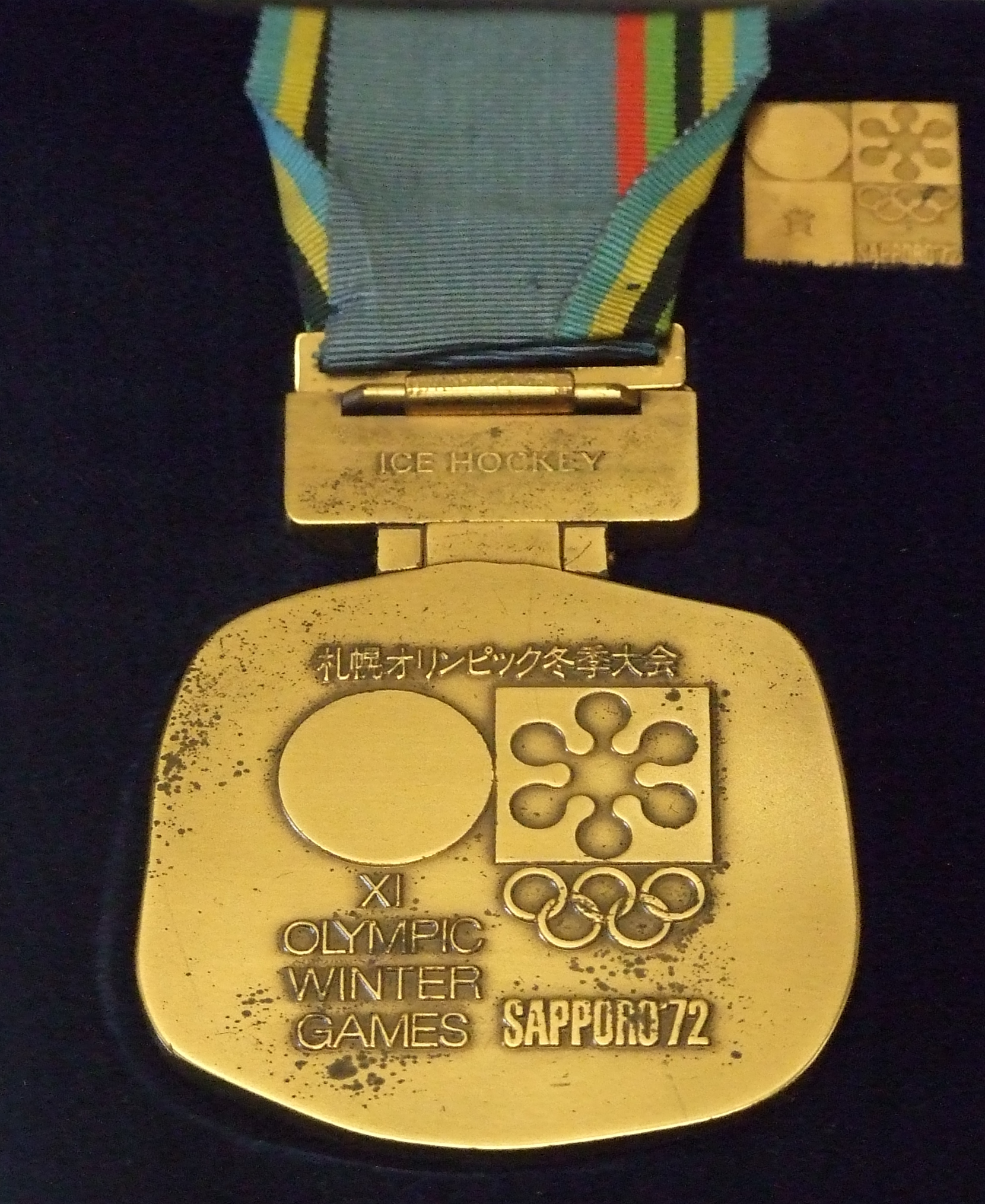
Une médaille d'or remise lors des Jeux de Sapporo.

Les cérémonies de remise des médailles se tiennent sur les différents sites des épreuves. Dessinées à l'avers par Kazumi Yagi et au revers par Ikkō Tanaka, les médailles, légèrement asymétriques, ont un diamètre de 60 mm et une épaisseur supérieure à 3 mm. Elles sont frappées par la Monnaie du Ministère des Finances japonais. Sur  l'avers, « une coulée de lignes légèrement en relief représente la neige duveteuse et molle, ainsi que la glace coupante et aigüe évoquant une scène typiquement japonaise de paix et de sérénité ». Au revers sont gravées les inscriptions « XI OLYMPIC WINTER GAMES SAPPORO'72 », en anglais, et 札幌オリンピック冬季大会 (Sapporo orinpikku tōkitaikai), en japonais, ainsi que l'emblème officiel des Jeux,.

### Cérémonie de clôture
La cérémonie de clôture a lieu dans la soirée du 13 février à la patinoire couverte de Makomanai à l'issue d'un gala donné par les vainqueurs des épreuves de patinage artistique et de la remise des médailles du slalom masculin, disputé dans l'après-midi. La cérémonie débute par l'entrée du prince héritier du Japon Akihito, alors que l'hymne japonais retentit. Les porte-drapeau des différentes nations font ensuite leur entrée, la Grèce en tête, dans l'ordre alphabétique anglais, sur l'air de la Marche des Jeux de Sapporo. Pour chaque pays, six représentants au maximum sont autorisés à défiler derrière leur drapeau. Les drapeaux de la Grèce, du Japon et des États-Unis, pays hôte des prochains Jeux, sont hissés l'un après l'autre. Le président du CIO Avery Brundage déclare la fermeture des Jeux, avant que la flamme s'éteigne et que le drapeau olympique sorte du stade, porté par huit soldats des Forces japonaises d'autodéfense. Une chorégraphie accompagnée d'un chœur de jeunes lycéennes clôt la cérémonie.

### Tableau des médailles
Dix-sept des trente-cinq nations participant aux Jeux de Sapporo y remportent au moins une médaille. Avec un total de seize médailles dont huit en or, cinq en argent et trois en bronze, l'Union soviétique finit en tête du classement des nations, un rang qu'elle a déjà occupée de 1956 à 1964. Première nation quatre ans plus tôt à Grenoble, la Norvège obtient douze médailles dont seulement deux en or, ce qui la fait reculer au septième rang de ce classement. La France, troisième nation à Grenoble, n'obtient que trois médailles dont aucune en or et prend la seizième place du classement. À l'inverse, l'Allemagne de l'Est améliore son total, avec quatorze médailles dont quatre titres olympiques, pour se classer deuxième nation devant la Suisse, qui remporte dix médailles dont quatre titres, alors qu'elle n'en avait remportées que six dont aucune en or quatre ans plus tôt.
| Rang  | Nation               | Or | Argent | Bronze | Total |
| ----- | -------------------- | -- | ------ | ------ | ----- |
| 1er   | Union soviétique     | 8  | 5      | 3      | 16    |
| 2e    | Allemagne de l'Est   | 4  | 3      | 7      | 14    |
| 3e    | Suisse               | 4  | 3      | 3      | 10    |
| 4e    | Pays-Bas             | 4  | 3      | 2      | 9     |
| 5e    | États-Unis           | 3  | 2      | 3      | 8     |
| 6e    | Allemagne de l'Ouest | 3  | 1      | 1      | 5     |
| 7e    | Norvège              | 2  | 5      | 5      | 12    |
| 8e    | Italie               | 2  | 2      | 1      | 5     |
| 9e    | Autriche             | 1  | 2      | 2      | 5     |
| 10e   | Suède                | 1  | 1      | 2      | 4     |
| 11e   | Japon                | 1  | 1      | 1      | 3     |
| 12e   | Tchécoslovaquie      | 1  | 0      | 2      | 3     |
| 13e   | Espagne              | 1  | 0      | 0      | 1     |
| -     | Pologne              | 1  | 0      | 0      | 1     |
| 15e   | Finlande             | 0  | 4      | 1      | 5     |
| 16e   | France               | 0  | 1      | 2      | 3     |
| 17e   | Canada               | 0  | 1      | 0      | 1     |
| Total | Total                | 36 | 34     | 35     | 105   |

### Sportifs les plus médaillés

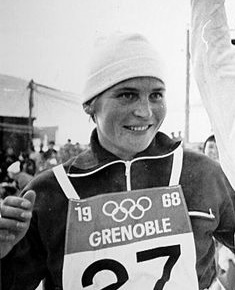
Galina Kulakova, ici en 1968, est l'athlète féminine la plus médaillée de ces Jeux.

La fondeuse soviétique Galina Kulakova et le patineur de vitesse néerlandais Ard Schenk sont les athlètes les plus médaillés de ces Jeux, avec trois titres olympiques. Au total, six sportifs dont deux Soviétiques et deux Néerlandais remportent trois médailles au cours de ces Jeux.
| Rang | Athlète                    | Sport               | Médaille d'or, Jeux olympiques | Médaille d'argent, Jeux olympiques | Médaille de bronze, Jeux olympiques | Total |
| ---- | -------------------------- | ------------------- | ------------------------------ | ---------------------------------- | ----------------------------------- | ----- |
| 1    | Galina Kulakova (URS)      | Ski de fond         | 3                              | 0                                  | 0                                   | 3     |
| 1    | Ard Schenk (NED)           | Patinage de vitesse | 3                              | 0                                  | 0                                   | 3     |
| 3    | Vyacheslav Vedenin (URS)   | Ski de fond         | 2                              | 0                                  | 1                                   | 3     |
| 4    | Pål Tyldum (NOR)           | Ski de fond         | 1                              | 2                                  | 0                                   | 3     |
| 5    | Marjatta Kajosmaa (FIN)    | Ski de fond         | 0                              | 2                                  | 1                                   | 3     |
| 6    | Atje Keulen-Deelstra (NED) | Patinage de vitesse | 0                              | 1                                  | 2                                   | 3     |

## Réactions et retombées
Les Jeux de Sapporo sont considérés comme une réussite et la qualité de l'organisation japonaise est saluée. Selon Yugo Ono, professeur des Sciences de la Terre et de l'Environnement à l'Université de Hokkaidō, la ville de Sapporo « a retiré un bénéfice indéniable des Jeux olympiques ». L'organisation de l'évènement lui a permis d'accélérer sa croissance et son urbanisation en la dotant d'un certain nombre d'infrastructures comme le métro et les différentes installations sportives construites pour l'occasion. Les Jeux d'hiver ont également permis à Sapporo d'acquérir une réputation mondiale et l'image d'une ville jeune et ouverte sur le monde. Les Jeux de Sapporo connaissent aussi un certain succès populaire puisque 642 000 spectateurs assistent aux épreuves, particulièrement lors des compétitions de saut à ski qui se déroulent à guichet fermé. L'attrait touristique de la ville est renforcé après les Jeux et d'autant plus pour le tourisme de sports d'hiver. La mise en lumière apportée par l'évènement olympique a notamment permis d'accroître la popularité du Festival de la neige de Sapporo, une manifestation organisée chaque année au début du mois de février lors de laquelle des sculptures de neige et de glace attirent de nombreux touristes. Par ailleurs, l'impact des Jeux de Sapporo sur l'environnement est jugé relativement faible, comme l'affirme Jean-Loup Chappelet, pour qui les Jeux de Sapporo sont les premiers à prendre réellement en compte la question environnementale. À titre d'exemple, le déboisement d'un secteur forestier du mont Eniwa pour y aménager les pistes de descente de ski alpin a été compensé par la plantation de nouveaux arbres sur ce secteur après les Jeux.
Sur le plan sportif, l'héritage des Jeux pour la ville est lui aussi manifeste. En 1986, Sapporo accueille les premiers Jeux asiatiques d'hiver, un rôle de ville hôte qu'elle tient également en 1990 et 2017. De grandes compétitions internationales sont organisées sur les différents sites de compétitions construits lors des Jeux, comme les Championnats du monde de ski nordique 2007. La ville se porte également candidate à l'accueil des Jeux olympiques d'hiver de 2026. Tsunekazu Takeda, président du Comité olympique japonais, met en avant le fait que toutes les installations sportives nécessaires à l'organisation des Jeux sont déjà en place et qu'aucun nouveau site ne devrait être construit. Il insiste également sur l'importance de Sapporo pour les sports d'hiver sur le continent asiatique et le soutien apporté par les habitants de Sapporo à cette nouvelle candidature.